# Биоградлич, Исмар
Исмар Биоградлич (босн. Ismar Biogradlić; 5 апреля 1974) — югославский и боснийский саночник, участник Олимпийских игр 1992 и 1998 годов.

## Биография
На Олимпийских играх выступал на одноместных санях.